# حیوانات (فیلم ۲۰۱۴)
حیوانات (به انگلیسی: Animals) یک فیلم درام محصول سال ۲۰۱۴ به کارگردانی کالین شیفلی با بازی دیوید دستمالچیان و کیم شاو است. تهیه‌کنندگی این فیلم را مری پت بنتل، دیوید دستمالچیان، کالین شیفلی و کریس اسمیت بر عهده دارند.
حیوانات در ۹ مارس ۲۰۱۴ منتشر شد و نقدهای مثبتی را دریافت کرد. این فیلم برنده جایزه برگزیده برنامه‌نویس در جشنواره فیلم ویرجینیا و جایزه بزرگ هیئت داوران در جنوب از جنوب غربی و نامزد یک جایزهٔ دیگر در همان جشنواره شد.

## طرح داستان
یک زوج (دیوید دستمالچیان، کیم شاو)، که در یک وسیلهٔ نقلیه خراب زندگی می‌کنند، از غریبه‌ها کلاهبرداری می‌کنند تا اعتیاد خود به هروئین را حمایت کنند.

## بازیگران
- دیوید دستمالچیان در نقش جود
- کیم شاو در نقش بابی
- جان هرد در نقش آلبرت

## بازخورد

### پاسخ انتقادی
در وبسایت بازبینی جمعی راتن تومیتوز، این فیلم بر اساس ۲۶ نقد ۸۵ درصد و میانگین امتیاز ۷٫۳ را دارد. اجماع انتقادی این وب‌سایت می‌گوید: «خط داستانی حیوانات که از مواد مخدر تغذیه می‌شود، غیرقابل انکار است، اما رویکرد حساس آن به موضوعات دشوار آن - و بازیگران با استعداد آن - باعث می‌شود تماشای آن ارزش ناراحتی را داشته باشد.» متاکریتیک که از میانگین وزنی استفاده می‌کند، بر اساس ۱۳ منتقد، امتیاز ۷۱ از ۱۰۰ را به فیلم اختصاص داده‌است که نشان‌دهندهٔ «نقدهای عموماً مطلوب» است.

### جوایز
| سال  | جایزه                 | رده                         | نتیجه    | منبع  |
| ---- | --------------------- | --------------------------- | -------- | ----- |
| ۲۰۱۴ | جشنواره فیلم ویرجینیا | جایزه برگزیده برنامه‌نویس    | برنده    | [ ۳ ] |
| ۲۰۱۴ | جنوب از جنوب غربی     | جایزه ویژه هیئت داوران      | برنده    | [ ۴ ] |
| ۲۰۱۴ | جنوب از جنوب غربی     | جایزه بزرگ هیئت داوران SXSW | نامزدشده | [ ۴ ] |